# Conospermum leianthum
Conospermum leianthum là một loài thực vật có hoa trong họ Quắn hoa. Loài này được (Benth.) Diels miêu tả khoa học đầu tiên năm 1904.